# Maikäfersuppe

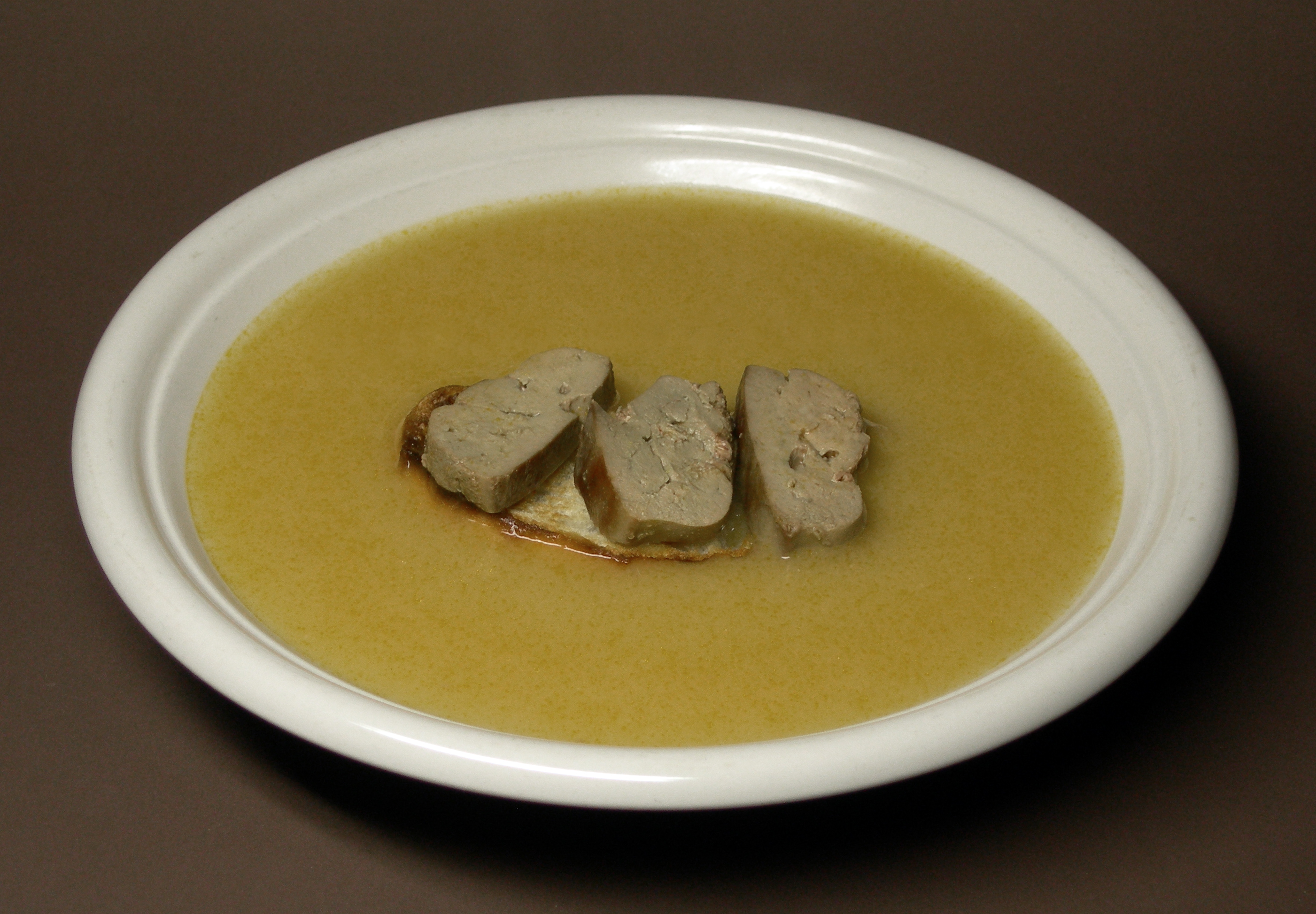
Falsche Maikäfersuppe mit Röstbrot und Leber (die Maikäfer wurden durch Krabben ersetzt)

Im 19. und frühen 20. Jahrhundert, sowie in jüngerer Zeit wieder, wurde häufig ein Rezept für Maikäfersuppe verbreitet. Das Rezept stammt ursprünglich von einem Bericht des Fuldaer Obermedizinalrates Dr. Johann Joseph Schneider (1777–1854), welcher dieses 1844 veröffentlicht hat. In den meisten späteren Fällen von Zitaten dieses Rezeptes handelt es sich jedoch um erneute Bekanntmachungen, die in Zeitungen häufig eher den Charakter einer aufsehenerregenden, schockierenden, weil ekelerregenden Wirkung hatten. Es finden sich, abgesehen von dem Bericht von Dr. Schneider aus dem Jahr 1844, so gut wie keine Hinweise auf die tatsächliche Verwendung von Maikäfern als Nahrungsmittel – von Berichten aus Notzeiten einmal abgesehen. Dass der Maikäfer, wie heute häufig zu lesen, zu den wenigen in Europa verbreiteten Insektengerichten gehörte, ist deshalb stark anzuzweifeln. Lediglich das Rezept scheint verbreitet worden zu sein. Als Nahrungsmittel dürfte der Maikäfer, wenn überhaupt, höchstens sehr kurze Zeit und sehr lokal vorgekommen sein. Der Geschmack der Maikäfersuppe soll an Krebssuppe erinnert haben.
Zur Zubereitung werden die Maikäfer ohne Flügel und Beine oder Engerlinge in Butter angeröstet und in Kalbfleisch- oder Hühnerbrühe gegart. Je nach Rezept wird die Suppe gesiebt und als Brühe genossen oder die Käfer werden anfangs im Mörser zerstoßen, die Suppe wird passiert und mit etwas Mehlschwitze und Eigelb gebunden. Sie wurde früher oft mit Scheiben von Kalbsleber oder Taubenbrust und geröstetem Weißbrot serviert. Pro Person wurden etwa 30 Maikäfer benötigt.
In dem Aufsatz des Arztes Johann Joseph Schneider aus dem Jahr 1844 heißt es auch, dass die Maikäfer (damals) nicht nur als Suppe, sondern von Studenten nach Abreißen der Beine auch roh gegessen wurden, und waren außerdem „[i]n vielen Conditoreien [...] überzuckert zu haben, und man ißt sie candiert an Tafeln zum Nachtische.“

## Trivia
Maikäfersuppe ist die – von provinziellen Vertretern der Handelsorganisation verschmähte – Spezialität des Thüringer Kochs in dem Film Sushi in Suhl.